# 론 레인저 (1956년 영화)
론 레인저(The Lone Ranger)는 미국에서 제작된 스튜어트 하이슬러 감독의 1956년 모험, 서부 영화이다. 제이 실버힐스 등이 주연으로 출연하였고 윌리스 골드벡 등이 제작에 참여하였다.

## 출연

### 주연
- 제이 실버힐스
- 클레이턴 무어

### 조연
- 라일 벨트거
- 보니타 그랜빌
- 페리 로페즈
- 로버트 J. 윌크
- 비버리 워시번
- 마이클 안사라
- 프랭크 데코바
- 찰스 메러디스
- 믹키 심슨
- 레인 챈들러
- 말콤 아터버리
- 프레드 켈시
- 윌리엄 솨러트
- 로버트 윌리엄스
- 로버트 말콤
- 폴 파워
- 존 머레이
- 케미트 메이나드
- 존 픽카드
- 러쉬 윌리엄스
- 에드워드 콜맨스
- 리 로버츠
- 할 타가트

## 제작진
- 원조: 조지 W. 트렌들